# Хризоберилл
Хризобери́лл — минерал, алюминат бериллия BeAl2O4.Название минерала произошло от греческого χρυσος (хризос) — золотой — по цвету и бериллий — по содержанию бериллия. Описан у Плиния как разновидность берилла. Позднее название стало применяться для самостоятельного минерального вида. Синонимы: хризопал, призматический корунд, алюмоберилл, заберзат — древнее русское название.

## Свойства минерала

### Структура и морфология кристаллов
Ромбическая сингония. Пространственная группа — {\displaystyle Pnma}. Параметры ячейки: a0 = 4,429 Å; b0 = 9,409 Å; c0 = 5,481 Å; a0:b0:c0 — 0,4707 : 1 : 0,5825; Z = 4. Структура создаваемая атомами кислорода, представляет собой близкую к гексагональной плотнейшую упаковку - половина несколько искаженных октаэдрических пустот занята атомами алюминия, одна восьмая, также несколько искаженных тетраэдрических пустот — атомами бериллия. Имеются два сорта кристаллографически неэквивалентных атомов алюминия: половина их находится в центрах инверсии, остальные — в плоскостях симметрии. Структура близка к структуре шпинели. Расположение атомов в элементарной ячейке аналогично расположению их в оливине. Точечная группа — {\displaystyle mmm} ({\displaystyle 3L_{2}3PC}). Кристаллы толстотаблитчатые по оси {\displaystyle a} (100), иногда коротко- или длиннопризматические по оси {\displaystyle c} и реже по оси {\displaystyle a}. Сдвойникованные кристаллы уплощены в большей или меньшей степени по оси {\displaystyle a}. Собственно двойники редки, чаще встречаются тройники, образующие псевдогексагональные кристаллы с входящими углами или без них, и шестилучевые колесообразные сростки. Характерна вертикальная штриховка на {\displaystyle a} (100) реже по {\displaystyle b} (010).

### Физические свойства и физико-химические константы
Спайность совершенная по {\displaystyle i} (011), несовершенная по {\displaystyle b} (010) и слабая по {\displaystyle a} (100), иногда спайность по {\displaystyle b} (010) совершенная, по {\displaystyle i} (011) не наблюдается. Излом раковистый или неровный. Хрупок. Твердость 8,5. Удельный вес 3,5—3,96. Цвет обычно жёлтый, винно-жёлтый или зеленовато-жёлтый, также спаржево-зелёный, травяно-зелёный, голубовато-зелёный, иногда бесцветный; александрит — изумрудно-зелёный, цимофан — золотисто-жёлтый. Блеск стеклянный, иногда алмазный, в изломе жирный. Прозрачен или просвечивает.
В катодных лучах хризоберилл светится светло-вишнёвым цветом, александрит — ярко красным светом, в ультрафиолетовых лучах — александрит светло-вишневый.
Даёт один максимум поглощения в ультрафиолетовой области спектра, который вызван присутствием Fe+3. Теплота образования = (—) 546 ккал/моль; изобарные потенциалы образования при 300 °K (—) 515,52 ккал/моль, при 500 °K (—) 495,2, при 900 °K (—) 454,56.
Температура плавления 1812—1880 °С. При кислородном дутьё легко сплавляется в тёмно-зелёный перл, состоящий из иголочек и листочков. При 1285 °С обладает высоким электросопротивлением, равным 1 МОм. 

### Микроскопическая характеристика
В шлифах в проходящем свете бесцветный, иногда со слабым желтоватым или зеленоватым оттенками. Плеохроичен: по Ng изумрудно-зелёный до светло-бутылочно-зелёного, по Nm светло-жёлтый, зеленовато-жёлтый до бесцветного, по Np светло-жёлтый, светлый зеленовато-жёлтый, фиолетово-красный (александрит). Одноосный (+). ng = 1,753—1,758; nm = 1,747—1,749; np = 1,744—1,747.

### Химический состав и свойства
Теоретический состав: BeO — 19,71%; Al2O3 — 80,29%. В александритах содержится небольшое количество хрома, замещающего алюминий. Алюминий также замещается Fe3+ (до 6% Fe2O3). Спектроскопически установлены Si, Mn, Zn, Co, K, Pb, V. В хризоберилле из Изумрудный копей отмечалось значительное (до 0,1 %) содержание Sn. В кислотах не растворяется. Разлагается при сплавлении с пиросульфитом калия. Перед паяльной трубкой не изменяется.  С бурой или фосфорной солью плавиться с большим трудом. С бурой образует стекло светло-изумрудного цвета. 
Под действием карбонатных растворов замещается доломитом и слюдой типа жильбертита. В гипергенных условиях довольно устойчив, но может замещаться каолинитом.

## Нахождения в природе
Сравнительно редок. Встречается главным образом в гранитных пегматитах как чистой линии, так и линии скрещения. В пегматитах чистой линии ассоциируется с кварцем, мусковитом, альбитом, бериллом, колумбитом, турмалином.
В пегматитовом поле Средней Азии хризоберилл обнаружен в ассоциации с мусковитом в кварце. В Изумрудных копях (Свердловская область) выделения хризоберилла приурочены к реакционным зонам десилицированных пегматитов, реже хризоберилл встречается в центральных плагиоклазовых частях жил; он ассоциируется с изумрудом, фенакитом, флюоритом, апатитом, молибденитом, турмалином.

### Месторождения
Хризоберилл обнаружен во многих пегматитах зарубежных стран. Месторождения обычного хризоберилла нередки и известны в Бразилии, на острове Цейлон, Мадагаскаре. Там же встречается и александрит. В России ювелирная его разновидность (александрит) была известна на Малышевском месторождении («Изумрудные копи» на Урале). Простой хризоберилл также встречен в ряде других мест — Кольский полуостров, Южная Карелия (Люпикко), Сибирь. На Американском континенте он встречен в штате Колорадо (США). В Иттерби (Швеция) — в виде неправильных выделений среди полевого шпата в ассоциации с хлоритизированным биотитом и фергусонитом. В пегматитах Уэкфилда (шт. Миннесота, США) с бериллом, синим турмалином, гранитом, образовался позднее берилла; в Гринфилде (шт. Миннесота, США) — в пегматитах, секущих гнейс, в ассоциации с турмалином, гранитом, апатитом, полевым шпатом и мусковитом; в Хартфорде (шт. Миннесота, США) представлен двойниками, редко тройниками и одиночными кристаллами; в Хадаме (шт. Коннектикут) — с колумбитом, турмалином, ганитом, бериллом и самарскитом. В Крейгмонте (Онтарио, Канада) сопровождается корундом, скаполитом, шпинелью, молибденитом; в пегматитах Сондало (Италия) встречен вместе с брукитом, анатазом, турмалином и дюмортьеритом; отмечен в пегматитах Ривер-дю-Пост (Квебек, Канада); в Минас-Жернас (Бразилия) — с топазом, эвклазом, бериллом, гематитом, рутилом. Отмечен в своеобразных десилицированных грейзенах слюдисто-флюоритового состава на Дальнем Востоке. 
Во флюоритизированных скарнах и карбонатитах находиться в ассоциации с флюоритом, гранатом, везувианом, магнетитом (Казахстан). В Нигерии установлен в кварцево-силлиманитовых жилах с кварцем, гранатом, андалузитом, касситеритом, ганитом, в Сен-Готард (Швейцария) — в доломитовых мраморах с корундом, в гнейсе близ Немчи (Польша) — вместе с красным андалузитом. Встречается в россыпях р. Санарки (Челябинская область), в Сибири, в алмазоносных песках Южной Родезии, Бершае-Су в Гане, в галечниках на Цейлоне, в Мьянме, Японии.

## Применение
Прозрачные кристаллы хризоберилла — редкие, но не самые дорогие (в отличие от александрита) драгоценные камни, красивые и долговечные в огранке. Ценятся также хризобериллы с хорошо проявленным эффектом внутренней переливчатой световой игры (астеризма), обрабатываемые в форме кабошонов («Кошачий глаз»).
Хорошо выраженные кристаллы — предмет коллекционирования, коллекционная ценность некоторых кристаллов может многократно превышать их стоимость в ювелирном изделии. Возможно применение в качестве мазера. При наличии достаточно значительных скоплений, в теории, может добываться для получения бериллия.

## Искусственное получение
Синтетический хризоберилл получен сплавлением Al2О3, ВеО, Н3ВО3 и СаСО3 с различными примесями, а также при реакции AlF3, BeF3 и В2O3 при белом калении.

## Разновидности
- Александрит (из России)— изумрудно-зелёный, при искусственном освещении приобретает фиолетово-красную окраску; причиной этого является избирательное пропускание сине-зелёных (460—530 {\displaystyle m\mu }) и красных (620 {\displaystyle m\mu } до границы видимого спектра) лучей. В дневном свете, богатом сине-зелёными лучами, минерал кажется зелёным; в искусственном свете, бедном этими лучами, минерал становится фиолетово-красным. Окраска александрита обусловливается ионами Cr3+. При исследовании спектра поглощения александрита из Изумрудных копей, содержащего 0,36% Cr2O3, установлены максимум поглощения около 560—580 {\displaystyle m\mu } и минимум поглощения около 480—500 {\displaystyle m\mu }. Редок. Помимо Изумрудных копей, где впервые был обнаружен, встречается вместе с изумрудом в районе форта Виктории в Южной Родезии; в кварцевых жилах среди серпентинитов и в биотито - флогопитовой породе; александрит содержит 1% железа, 1% хрома и 0,1- 0,2% лития. Известны также редкие находки александрита в Бразилии и других странах, преимущественно в россыпях[9]. Важное отличие александритов из других стран - другое сочетание цветов.
- Цимофан — золотисто-жёлтый с синеватым отливом, особенно на грани {\displaystyle b} (010). Некоторые разности обнаруживают мерцание или астеризм. Отлив связан с наличием ориентированных включений и полых каналов. Имеет значение как драгоценный и поделочный камень. Известен в Мьянме, на Цейлоне и в других местах[8].